# Liste des jeux d'orgue
Cette liste rassemble les noms de tous les jeux d'orgue. Les noms mis en gras désignent les jeux les plus courants.
Quelques précisions :
On appelle « jeu » dans un orgue une rangée de tuyaux dont le nombre correspond à l'étendue du clavier, permettant d'obtenir un timbre et une tessiture donnés.
- D'un orgue à l'autre un même jeu peut porter plusieurs noms différents. La dénomination d'un jeu dépend de l'époque, de l'esthétique et parfois de la fantaisie du facteur d'orgues.
- Un même nom peut désigner des jeux différents. Par exemple la Dulciane désigne indifféremment un jeu d'anche et un type de flûte.
- Cette liste étant aussi exhaustive que possible, de nombreux noms désignent des jeux rares, inusités et parfois même disparus.

## Liste des jeux de l'orguefrançais

### Lesjeux d'anche
- Arpone
- Basson, Basson aigu (inusité), Basson d’écho, Basson-Clairon, Bassonet, Contrebasson.
- Bombarde, Bombardon, Contrebombarde, Contrebombardon, Quinte de Bombarde.
- Chalumeau, Chalumeau creux, Chalemie, Chalemoy, Chalmeaux, Chalmouii.
- Clairon, Clairon bouché, Clairon clair, Clairon composé, Clairon de basse, Clairon de compagnie, Clairon doux, Clairon d’écho, Clairon en Chamade, Clairon fort, Clairon harmonique, Clairon maritime, Clairon militaire, Clairon royal, Clairon sombre, Clairon-Doublette.
- Clarinette, Clarinette aiguë, Clarinette basse, Clarinette à pavillon.
- Cor anglais, Euphone, Cor, Cor basse, Cor de Basset, Cor de Chasse, Cor d’amour, Cor d’harmonie, Cor d’orchestre, Cor d’écho, Cor Glorieux, Cor-Clairon, Cor-Hautbois, Cor de daim, Cordedain, Cordelain.
- Corne Parforce, Corne Sylvestre, Cornet à Boucquin, Cornet à Pavillon, Cornet à piston, Cornetin.
- Cromorne, Gros Cromorne, Crémone, Tournebout.
- Douçaine, Douçaine en bois, Dulciane, Contredulciane.
- Hautbois, Basson-Hautbois, Hautbois doux, Hautbois d’Amour, Hautbois d’orchestre, Hautbois d’écho, Hautbois-Basson, Hautbois-Clairon, Contre-Hautbois, Musette.
- Ophicléide, Serpent, Serpentin.
- Saqueboute.
- Saxophone, Saxophone basse, Baryton, Baryphone.
- Trombone, Contretrombone, Buccin, Buccine, Buzaine, Buzène.
- Trompette, Trompette harmonique, Trompe postale, Trompe suisse, Trompette acoustique, Trompette bâtarde, Trompette Clarion, Trompette douce, Trompette d’argent, Trompette d’écho, Trompette en cuivre, Trompette militaire, Trompette quinte, Trompette royale, Grosse Trompette, Petite Trompette.
- Trompette en chamade,Trompette à Chamade, Chamades
- Tuba, Tuba harmonique, Tuba-Clairon, Tubasson, Contre-Tuba.
- Tuba en chamade

#### Les Régales
- Régale, Basson-Régale, Cornetin, Cromorne-Régale, Douçaine, Dulciane, Harpe Régale, Musette, Ranquette, Régal-Chalumeau, Régale dur, Régale allemand, Régale à 2 cones, Régale à couronne, Régale à entonnoir, Régale à gourde, Régale bible, Régale bouché, Régale Douçaine, Régale doux, Régale en bois, Régale espagnol, Sourdin, Sourdine, Trompette-Régale, Zinc basse, Gaïtas, Orlo, Orlos, Cro-Orlo, Dulzaïna.
- Voix Humaine, Voix du Diable.'

### Lesjeux de fond

#### Les Flûtes
- Flûte, Grosse Flûte, Flûte allemande, Flûte angélique, Flûte à Bec[q], Flûte à bec, Flûte à cuspide, Flûte à Fusée, Flûte à fuseau, Flûte à Neuf Trous, Flûte à Pavillon, Flûte à Pointe, Flûte à Pyramide, Flûte à pavillon, Flûte Basse, Flûte basse ouverte, Flûte basque, Flûte Céleste, Flûte Champêtre, Flûte Conique, Flûte Courte, Flûte Couverte, Flûte Creuse, Flûte céleste, Flûte champêtre, Flûte chorale, Flûte clariane, Flûte conique, Flûte conique céleste, Flûte courte, Flûte creuse, Flûte Douce, Flûte d’Allemand, Flûte d’Amour, Flûte d’Amour Céleste, Flûte d’argent, Flûte d’écho, Flûte d’orchestre, Flûte de Bois, Flûte de Pan, Flûte de Pédale, Flûte des Bois, Flûte douce, Flûte douce céleste, Flûte en bois, Flûte en cuivre, Flûte enchantée, Flûte Fondamentale, Flûte forte, Flûte grave, Flûte Magique, Flûte majeure, Flûte mineure, Flûte Orchestrale, Flûte ouverte, Flûte ouverte en bois, Flûte Pointue, Flûte suisse, Flûte Traversière Harmonique, Flûte traversière, Flûte triangulaire, Flûte-à-Bouche-Ronde, Fifre, Flageolet, Flageolet Harmonique, Flaut à Becq, Flûton, Fugara, Galonbel, Galoubet, Flûte suisse aigüe, Flûte suisse, Flûton suisse, Calliope, Cor de chamois, Cor de Nuit, Dessus de Flûte, Double flûte, Douce, Dulciane, Ocarina, Piccolo, Piccolo harmonique, Pipeau, Quarte de Nasard, Syrinx, Clarabelle, Mélodie.

#### LesBourdons
- Bourdon, Bourdon à cheminée, Bourdon conique, Bourdon d’Amour, Bourdon d’écho, Bourdon doux, Bourdon enchanté, Bourdon large, Bourdon percé, Cor de chamois, Cor de nuit, Écho de bourdon, Flûte à cheminée, Flûte à Biberon, Flûte bouchée, Flûte Bouchée Harmonique, Gros Bourdon, Petit Bourdon, Pipeau, Soubasse, Basse, Basse acoustique, Basse d’écho.

#### LesPrincipaux
- Principal, Montre, Prestant, Doublette, Diapason, Basse acoustique, Choral basse, Contrebasse, Contrediaphone, Diapason anglais, Diapason basse, Diapason conique, Diaphone, Doucette (inusité), Dulciane, Fugara, Gravissima, Gros Principal, Montre d’écho, Montre espagnole, Montre Premier, Octave, Prestant espagnol, Prestant harmonique, Principal anglais, Principal basse, Principal conique, Principal d’écho, Principal doux, Principal en bois, Principal espagnol, Principal harmonique, Principal Italien, Principal large, Sifflet, Stentor.

#### Jeux gambés et jeux ondulants
- Gambe,Aéolienne,  Basse de Viole, Clavéolienne, Contre Gambe, Contre-Viole, Contrebasse, Contredulciane, Contregambe, Crémone (Vielle), Douce, Doucette (inusité), Éolienne (Aéoline), Gambe à pavillon, Gambe Clariane, Gambe conique, Gambe d’écho, Gambe douce, Gambette, Harpe, Harpe Éolienne, Luth (Gambe), Vielle, Viole, Viole à Pavillon, Viole à Sourdine, Viole Conique, Viole d’Amour, Viole d’Orchestre, Viole de Gambe, Viole douce, Viole Flûte, Viole Sourdine, Violette, Violon, Violon de Basse, Violoncelle.
- Salicional, Salicet, Salicinal, Contre-salicional, Harpe Salicional.
- Voix Céleste, Unda Maris, Céleste, Célestine, Célestine Céleste, Douce céleste, Dulciane céleste, Violoncelle céleste, Violons Célestes, Voce umana, Voix angélique, Voix Éolienne, Voix Lumineuse, Voix Seraphique, Gambe conique céleste, Viole à Pavillon Céleste, Viole Céleste, Viole célestine, Viole d’Orchestre Céleste.

#### Jeux quintoyants
- Quintaton, Quintadena, Quintadène, Quintadiner, Quintaton allemand, Quintaton étroit, Quintaton gambé, Nasard Flûte.

#### LesMutations
- Nasard, Nazard, Gros Nasard, Petit Nasard, Basse de Nasard, Nasard bouché, Nasard Flûte, Nasard harmonique, Gambe nasarde, Quinte bouchée.
- Quarte de Nasard.
- Quinte, Grande Quinte, Grosse Quinte, Quinte basse, Quinte conique, Quinte de principal, Quinte ouverte, Trombone quinte, Trompette quinte.
- Tierce, Grande Tierce, Grosse Tierce, Tiercelette, Tierce harmonique, Tierce Basse, Tierce bouchée, Tierce mineure.
- Larigot, Arigot.
- Cornet, Grand Cornet, Petit Cornet, Cornet à la 7e, Cornet à la 9e, Cornet à la 11e, Cornet à la 13e, Treizième Cornet, Cornet harmonique, Cornetin-tierce, Cornet d’écho.
- Sesquialtera.
- Septième, Grosse septième.
- Neuvième, Grosse Neuvième.
- Harmoniques.
- Sixte.
- Tierce-septième, Tierçane-septième, Tierçane.
- Mutations rares : 17e, 26e, 29e, 31e, 33e, 36e, 43e, 71e, Dix-huitième, Onzième, Quarante-troisième, Quarantième, Quartane, Grosse Quartane, Quarte, Double, & le seul Bassecontre.
- Triplette.
- Théorbe.

#### Jeux octaviants
Flûte harmonique, Flûte octaviante, Flûte octaviante harmonique, Octavin, Octavin harmonique.

### Mixtures
- Acuta, Akuta, Skancken
- Fourniture, Grosse fourniture, Grande fourniture, Petite fourniture, Fourniture flûtée.
- Cymbale, Cymbale de bois, Cymbale flûtée, Cymbale harmonique, Cymbale Tierce, Cymbale-septième, Grosse Cymbale.
- Plein Jeu, Plein Jeu harmonique, Plein Jeu allemand, Plein Jeu espagnol.
- Progression harmonique, Harmoniques progressives.
- Mixture, Mixture allemande, Petite mixture.
- Position.
- Galombel.
- Treizième mixture, Quinzieme Mixture, 17ième mixture, 71ième mixture, Quarte mixture.

## Liste des jeux de l'orgueallemand

### Lesjeux d'anche
- Bombarda, Bass-Pommer, Bassethorn, Bassposaune, Basstuba, Bomhard, Bommer, Bratsche, Brumhorn, Brummhorn, Clarinette, Contra Oboe, Contra Posaune, Contrafagott, Contraposaune, Cor-Oboe, Cornett, Dolcian, Dolkan, Doppelklarinette, Englisch Horn, Fabertone, Fagot Oboe, Fagott, Fagott Oboe, Fagott-Diskant, Fagottbass, Feldhorn, Feldtrompete, Fluegelhorn, Flügelhorn, Grossposaune, Großposaune, Harmonietrompete, Hoboe, Hobo, Holzdulzian, Horn, Klarin, Klarinette, Kopftrompete, Krumhorn, Krummhorn, Kuerlofon, Oboe, Oboe Schalmei, Ophicleïd, Pilgerchor, Posaune, Posaunenbass, Reim, Rohr Schalmei, Rohrschalmei, Sacbut, Sakbut, Saxophone, Schalmei, Schalmeibass, Scharfpfeife, Schlangenrohr, Schweizertrompete, Shalomo, Skalmeja, Tarantantara, Trommet, Trompete, Ünterbass-Pommer, Waldhorn, Zink.

#### LesRégales
- Anthropoglossa, Apfelregal, Bärpfeife, Basszink, Bibelregal, Cymbelregal, Dolcian, Doppelkegelregal, Douseynen, Dudelsack, Dulcianregal, Dulzianregal, Euphon, Fagottregal, Gedämpftregal, Gedecktregal, Gedempftregal, Geigenregal, Gesang-Regal, Gross-Ranket, Grossregal, Großregal, Harfenregal, Holzrankett, Holzregal, Junfernregal, Jungfernregal, Kälberregal, Kleinregal, Knopfregal, Kopflinregal, Kopfregal, Kopftrompette, Krummhornregal, Kryther, Messingregal, Menschenstimme, Rackett, Ranket, Rankett, Ranquet, Regal, Schalmei Regal, Scharfregal, Singendregal, Sordon, Sordun, Sordunregal, Spanisches Regal, Stilles Regal, Toussein, Touzyn, Trechterregal, Trichterdulzian, Trichterregal, Tussin (Toussein), Vohrteufel, Vox Humana, Vox Humana Krummhorn, Vox Humana Regal, Vox Humana Schalmei, Zarthorn, Zinck (Zincke), Zink (Zinke), Zinken, Zünk.

### Lesjeux de fond

#### Les Flûtes
- Blockflöte, Bordunalflöte, Portunal, Portunalflöte, Bassflöte, Bauerflöte, Bauerlein, Bauernflöte, Bauernflötenbass, Bauernpfeife, Bauernrohrflöte, Bauerpfeife, Blockflöte, Bockschwebung, Bokflöte, Choralflöte, Concertflöte, Copula Minor, Diskantschwiegel, Dolkan, Dolzflöte, Doppelflöte, Doppelflötenbass, Doppelgedackt, Doppelgedeckt, Doppelrohrflöte, Doppelrohrgedeckt, Doppelspitzflöte, Duiflöte, Dulceflöt, Dulcianflöte, Dulzflöte, Echo Lieblich, Echoflöte, Englishe Flöte, Feldflöte, Feldpfeife, Feldpipe, Fernflöte, Flachflöte, Flageolett, Flöte, Flöte Major, Flöte Minor, Flöte-Harmonica, Flötenprincipal, Fugara, Füllflöte, Gemsrohrflöte, Gemster, Glockenflöte, Grosse Flöte, Grossflachflöte, Grossflöte, Grossgemshorn, Grosshohlflöte, Grosskoppel, Harmonic Gedeckt, Harmonicflöte, Harmonicflöte, Hellflöte, Hellpfeife, Hohlflöte, Hohlflötenbass, Hohlpfeife, Hohlschelle, Hohpfeife, Holtzbass, Holtzflöte, Holzflöte, Holzgedeckt, Humangedackt, Humangedeckt, Iula (Jubalflöte), Jubal, Jubalflöte, Jula (Jubalflöte), Kammerflöte, Kammergedeckt, Kammerton-Gedackt, Kegelpfeife, Klein-Gedackt, Kleinflöte, Kleinflötenbass, Kleingedeckt, Koppel, Koppelflöte, Koppeloktav, Kupferflöte, Kurzeflöte, Kurzflöte, Kützialflöte, Kuzialflöte, Labial Klarinette, Lieblich Flute, Lieblichflöte, Majorflöte, Minorflöte, Mittelflöte, Mundflöte, Nachthorn, Nachthornbass, Nachthörnchen, Offenbass, Offenflöte, Panflöte, Pauerflöte, Pfeife, Pfeiferflöte, Prinzipalflöte, Pyramidflöte, Querflöte, Querpfeife, Ripienflöte, Rohr Flute, Rohrflöte, Rohrflötenbass, Rohrgedackt, Rohrgedeckt, Rohrgedecktpommer, Rohrschelle, Sanftbass, Sanftflöte, Scharfflöte, Schweizerflöte, Schweizerpfeifbass, Schweizerpfeifdiskant, Schweizerpfeife, Spielflöte, Spielpfeife, Spillflöte, Spillflute, Spillpfeife, Spindelflöte, Spireflöte, Spitzflöte, Spitzflöte Céleste, Spitzgeigen, Stentorflöte, Suabe Flöte, Süssflöte, Traversenbass, Traversflöte, Trichterflöte, Waldflöte, Waldpfeife, Weitpfeife, Wienerflöte, Zartflöte, Zartflöte Celeste, Zauber Flute, Zauberflöte, Zauberpiccolo, Zwergpfeife.

#### LesBourdons
- Aequal-Gemshorn, Angenehmgedeckt, Barem, Bokflöte, Bordonecho, Bordun, Bordunal, Bordunalflöte, Bourdonecho, Brummbass, Burdo, Cone Gedackt, Cone Lieblich Gedact, Doppelrohrbordun, Dulzgedackt, Echo Gedeckt, Echo Nachthorn, Echobordun, Fernhorn, Flet, Gedackt, Gedacktflöte, Gedeckt, Gedecktbass, Gedecktflöte, Gedekt, Geigenoctav, Geigenprincipal, Gelindgedeckt, Gemshornbass, Gross Geigen, Gross-Gedackt, Grossdoppelgedeckt, Grossgedeckt, Großgedeckt, Grossuntersatz, Lieblichbordun, Lieblichgedackt, Lieblichgedact, Lieblichgedeckt, Lieblichgeschallt, Lochgedackt, Lochgedeckt, Majorbass, Mittelgedackt, Mittelgedeckt, Musicirgedeckt, Nachthorn, Nachtschall, Perduna (=Bordunal), Rohrbordun, Rohrbourdon, Rohrflöte, Sanftgedeckt, Schöngedeckt, Schweizerbass, Schweizergedackt, Schweizerspitzgedackt, Singengedeckt, Spitzflöte, Starkgedackt, Starkgedeckt, Stillgedeckt, Sub Bass, Subbass, Untersatz, Weitgedackt, Zartgedackt, Zaubergedeckt.

#### LesPrincipaux
- Aequal, Aequale, Aequalprinzipal, Äqual, Bifara, Bifra, Choralbass, Choralprästant, Choralprinzipal, Chormassprincipal, Chorus Diapason, Contrabass, Contraprinzipal, Discantprincipal, Diskantprinzipal, Doff, Doppelprincipal, Echo Geigen, Engprinzipal, Fugara, Geigenbass, Glockenton, Gravissima, Grossoctav, Grossoctavbass, Grossprinzipal, Grossprinzipalbass, Halbprinzipal, Holzprinzipal, Hornbässlein, Jauchzendpfeife, Kleinprinzipal, Kleinschreier, Kontra Bass, Majorbass, Manualuntersatz, Octav, Octavbass, Prästant, Principaldiscant, Prinzipal, Prinzipalbass, Quintalophon, Schönprinzipal, Schreier, Schreierpfeife, Schreyer, Schryari, Schufflet, Schwägel, Schwebung, Schwegel, Schweigel, Schwiegeldiskant, Schwiegelpfeife, Siefflöt, Sifflöte, Spitzprinzipal, Subflöte, Suff Flöte, Sufflet, Suiflöt, Superoctav, Trichterpfeife, Weitprinzipal.

#### Jeux gambés et jeux ondulants
- Aoline, Bratsche, Claväoline, Contrabass, Echo Erzähler, Engelstimme, Erzähler, Erzähler Celeste, Fiedel, Gambenbass, Geigen, Geigen Diapason, Glockengamba, Grossgamba, Harfa, Harfe, Harfenprinzipal, Harfpfeife, Harmonicabass, Harmonieflöte, Harmonika Celeste, Jungfernstime, Klaväoline, Kleinerzähler, Kniegeige, Liebesgeige, Meerflöte, Sadt, Salicetbass, Salicetina, Scharfgeige, Scharfpfeife, Schwebung, Spitzgamba, Violflöte, Weidenflöte, Weidenpfeife, Zartgeige.

#### Jeux quintoyants
- Nashorn, Nason Gedackt, Nasonflöte, Quintade, Quintadena, Quintadema, Quintaton, Quintgetön, Quintiten, Quintviole, Schällenpfeifen.

#### LesMutations
- Assat, Füllquinte, Gedacktquinte, Gedeckt Quint, Gedeckt Tierce, Gedeckt Twelfth, Gedecktquinte, Gemshornquint, Gross Nasard, Gross Quint, Grossnasat, Grossquintenbass, Grossrauschquinte, Grossterz, Hohlquinta, Hohlquinte, Hornle, Hornlein, Hörnli, Hundpfeife, Julaquinte, Kleinterz, Lieblich Quint, Lieblichnasat, Lieblichquinte, Faton, Mollterz, Nasad, Nasat, Nasatquint, Nasaz, Nassart, None, Oberton, Offenflötenquinte, Offenquintflöte, Quint, Quintanus, Quintbass, Quintenbass, Quintflöte, Quintspitz, Rauschquarte, Rauschquinte, Rauschwerk, Rohr-Nasat, Rohrflötenquinte, Rohrnasat, Rohrquint, Rohrquintaden, Rohrquinte, Schwiegel, Septime, Spitzquinte, Superoctav, Tertia, Tertie, Terz, Terzbass, Terzenbass, Undezime,Tredezime.

- Aliquot, Basskornett, Echo-Cornett, Gross Cornet, Kornet, Kornett, Nonenkornett, Sept-Terz, Sept-Terzian, Septimenkornet, Septimensesquialtera, Sesquialtera, Singend Kornett, Singende Kornette, Tertian, Terzian, Terz Septa, Terzian, Theorbe, Zynck.

### Mixtures
- Choralmixtur, Compensationsmixtur, Cymbel, Gross Mixture, Großcymbel, Großmixtur, Hellezimbel, Hintersatz, Kleincimbel, Kleine Mixture, Kleine Zimbel, Kleinmixtur, Klingendzimbel, Major Mixtur, Mixtur, Mixtur Major, Oktavcymbel, Oktavzimbel, Progressio, Progressio Harmonica, Rauschende Zimbel, Rauschflöte, Rauschmixtur, Rauschpfeife, Rauschpfeiffe, Rauschzimbel, Russzimbel, Scerf, Scarf, Scharff (Scharf), Scharfzimbel, Sept-Terzianscharf, Septimenzimbel, Terzglöcklein, Terzianscharf, Terzzimbel, Terzzymbel, Zymbel.

## Liste des jeux de l'orgueespagnol

### Les jeux d'anches
- Bajoncillo
- Clarin, Clarin Claro, Clarin en eco, Clarin de Bajos Clarin de Batalla
- Clarinete
- Chirimia, Violeta
- Fagot-Oboe
- Orlos, Dulzaina
- Trompeta, Trompeta Real, Trompa Magna, Trompa Real
- Voz Humana

### Les jeux de fonds
- Contras
- Flautado, Flautin, Flauta, Flauta Chimenea, Flauta travesera, Flautado Mayor
- Octava
- Tapadillo
- Violon

### Les Mixtures
- Cimbala, Sobrecimbala
- Lleno

### Les Mutations
- Docena, Nasardos
- Diez y setena
- Quincena
- Corneta

### Les Percussions
- Pajarito
- Tambor

## Liste des jeux de l'orgueanglais

### Les Anches
Oboe, Double Oboe, Cor Anglais, Hautboy, Trumpet, Double Trumpet, Posaune, Clarion, Tromba, Tuba
Cremona, Vox Humana, Regal, Clarinet, Double Clarinet,

### Les Principaux
Open Diapason, Principal, Tenth, Twelth, Fifteenth, Seventinth, Ninteenth

### Les Flûtes
Nason Flute, Clarabella, Open Wood...

### Les Bourdons
Stopped Diapason, Bourdon, Subbass                  

## Liste des jeux de l'orgueaméricain

### Lesjeux d'anche
- Bassoon, Contra Bassoon, Double Bassoon, Echo Fagotto, Orchestral Bassoon, Orchestral Fagotto,
- Bombard, Bombard Quint, Contra Bombarde, Contra Bombardon, Stentor Bombarde,
- Clarinet, Bass Clarinet, Bass Bell Clarinet, Clarionet, Double Clarinet, Orchestral Clarinet, Minor Clarinet, Major Clarinet,
- Clarion, Clarion Harmonic, Clarion Mixture, Octave Clarion, Trumpet Clarion, Corno Clarion, Echo Clarion, Harmonic Clarion,
- Dulcian, Contra Dulcian, Contra Dulciana, Dolcan, Dolciano Profundo,
- Horn, Ballad Horn, Bass Horn, Basset Horn, Post Horn, Octave Basset Horn, Octave Horn, Corno Flute, Double Basset Horn, Double English Horn, Echo Horn, English Horn, English Post Horn, Fluegelhorn, French Horn, Hunting Horn, Stentor Horn, Orchestral Cornet, Orchestral Horn,
- Oboe, Hautboy, Octave Hautboy, Oboe Clarion, Oboe d’Amour, Oboe Echo, Oboe Horn, Octave Oboe, Contra Hautboy, Contra Hautboy, Double Oboe, Double Oboe Horn, Echo Oboe, Hautboy & Bassoon, Hautboy Bassoon, Hautboy Clarion, Hautboy-Cornet, Orchestral Hautboy, Orchestral Oboe,
- Saxophone, Baritone, Contra Saxophone, Major Saxophone, Orchestral Saxophone,
- Tromba, Contra Tromba, Echo Tromba, Octave Tromba, Pedal Tromba,
- Trombone, Contra Trombone, Trombone bass, Double Trombone,
- Trumpet, Brass Trumpet, Trumpet Quint, Trumpet Royal, Trumpet Sonora, Contra Trumpet, Contre Trompette, Double Trumpet, Echo Trumpet, Fan Trumpet, Fanfare, Fanfare Trumpet, Festival Trumpet, Field Trumpet, French Trumpet, Gottfried Trumpet, Harmonic Trumpet, Horizontal Trumpet, Liturgical Trumpet, Military Trumpet, Orchestral Trumpet, Pontifical Trumpet, Silver Trumpet, State Trumpet.
- Tuba, Bass Tuba, Tuba Bass, Tuba Clarion, Tuba d’Amour, Tuba Harmonic, Tuba Horn, Tuba Imperial, Tuba Magna, Tuba Major, Tuba Minor, Tuba Mirabilis, Tuba Quint, Tuba Shofar, Tuba Sonora, Tuba Trumpet, Contra Tuba, Double Tuba, Fan Tuba, Harmonic Tuba, Harmonic Tuba Clarion, Horizontal Tuba, Octave Tuba,
- Crumhorn, Cremona, Cornopean, Faberton, Heckelphone, Keraulophon, Kerophone, Ophicleide, Pilgrim Choir, Sackbut, Serpent, Shawm.

#### LesRégales
- Regal, Spanish Regal, Angle Horn, Bassoon Regal, Bible-Regal, Brass Regal, Double Vox Humana, Egyptian Horn, Kinura, Euphone, Euphonium, Harp Regal, Major Vox Humana, Minor Vox Humana, Muted Trumpet, Racket, Vox Diabolicum, Vox Humana.

### Les jeux de fonds

#### Les Flûtes
- Bass Flute, Bell Diapason, Bell Flute, Boehm Flute, Cart, Chimney Flute, Clarabel Flute, Clarabella, Claribel, Claribel Flute, Claribella, Clear Flute, Concert Flute, Conical Flute, Conical Viola, Copper Flute, Corno Flute, Coupling Flute, Courcellina, Dolcan, Dolce, Dolce Flute, Dolce Flute Céleste, Dolcette Flute, Dolcissimo, Double Claribel Flute, Double Flute, Double Gemshorn, Double Open Wood, Duophone, Echo, Echo Flute, Echo Open Flute, Echo Tibia, Echo Tibia Clausa, Fern Flute, Fife, Flach Flute, Flageolet, Flageolet Echo, Flue Clarinet, Flue CorAnglais, Flue Euphone, Flue Oboe, Flute, Flute Céleste, Flute Coelestis, Flute Dolce, Flute Double, Flute Principal, Flute Triangular, Flutebass, Forest Flute, Full Flute, Gemshorn, German Flute, Grand Flute, Grave Flute, Gross Flute, Gross Flûte Douce, Harmonic Claribel, Harmonic Flute, Harmonic Gedeckt, Harmonic Gemshorn, Harmonic Piccolo, Hohl Flute, Hol-Flute, Hole-Flute, Horn Gamba, Infra Bass, Kalliope, Labial Clarinet, Labial Cor Anglais, Labial Euphone, Labial Oboe, Magic Flute, Major Flute, Major Open Flute, Metallic Flute, Minor Open Flute, Night Horn, Oboe Flute, Oboe Gamba, Octave Clarabella, Octave Fifteenth, Octave Flute, Open Wood, Orchestral Flute, Orchestral Piccolo, Pan Flute, Pandean Flute, Portunal Flute, Principal Flute, Pyramid Flute, Pyramid-Diapason, Pyramidal Flute, Pyramidon, Quintaten, Recorder, Silver Flute, Spindel Flute, Spire Flute, Suabile, Suave Flute, Suavial, Swiss Flute, Symphonic Flute, Tibia, Tibia Angusta, Tibia Angusta Barbata, Tibia Aperta, Tibia Bifara, Tibia Bifarius, Tibia Bifarus, Tibia Cuspida, Tibia Flute, Tibia Major, Tibia Minor, Tibia Plena, Tibia Profunda, Tibia Profundissima, Tibia Rex, Tibia Rurestris, Tibia Silvestris, Tibia Sylvestris, Tibia Transversa, Tibia Traversa, Tibia Vulgaris, Traverse Flute, Triangular Flute, Twenty-Second, Two and Twentieth, Wald Flute, Wood Flute, Wooden Open Flute, Zartflute.

#### LesBourdons
- Bourdon, Chimney Bourdon, Chimney Flute, Cone Gedackt, Cone Gedeckt, Cone Lieblich Gedact, Conical Flute, Contra Bourdon, Divinare, Double Gemshorn, Double-Stopped Bass, Echo, Echo Bass, Echo Bourdon, Echo Gedeckt, Echo Gemshorn, Echo Nachthorn, Echo Stopped Flute, Geigen Fifteenth, Geigen Octave, Geigen Principal, Geigen Super Octave, Gemshorn, Gemshorn Céleste, Gemshorn Cornet, Gemshorn Fifteenth, Gemshorn Gamba, Gemshorn Octave, Gemshorn Super Octave, Gemshorn Violin, Grand Bourdon, Major Bass, Stopped, Night Horn, Obtusa, Obtusior, Octave Stopped Diapason, Portunal Flute, Soft Bourdon, Stopped Flute, Stopped Metallic, Stopped wood, Sub Bourdon, Tibia Clausa, Tibia Mollis

#### LesPrincipaux
- Diapason, Acoustic Bass, Biffra, Cart, Cone Diapason, Contra Bass, Contra Diaphone, Contra Principal, Diapason bass, Diapason Magna, Diapason Phonon, Diapason Sonora, Diaphone, Diaphone Profundo, Diaphonic Bassoon, Diaphonic Diapason, Diaphonic Horn, Diaphonic Violone, Double Bass, Double Diapason, Double Open Diapason, Double Principal, Double Stopped Diapason, Double-Stopped Bass, Dulcet Principal, Dulciana Octave, Dulciana Principal, Early English Diapason, Echo Diapason, Echo Geigen, Echo Geigen Diapason, Echo Geigen Principal, Echo Octave, Echo Principal, English Diapason, Frontispicium, Grand Diapason, Grand Octave, Grand Open Diapason, Grand Open Pedal, Grand Principal, Gravissima, Great Bass, Harmonic Bass, Harmonic Diapason, Harmonic Octave, Horn Diapason, Horn Gamba, Italian Principal, Major Bass, Major Diapason, Major Octave, Major Principal, Megalophone, Minor Diapason, Minor Octave, Minor Principal, Octave, Octave Bass, Octave Diapason, Octave Principal, Octave Wood, Open Diapason, Open Diapason Bass, Praestant, Principal, Principal Bass, Resultant, Resultant Bass, Schulze Diapason, Spitz Diapason, Spitz Principal, Stentor Diapason, Stentor Diaphone, Stentor Octave, Sub Octave, Sub Principal, Super Octave, Super Super Octave, Tibia Dura, Venetian Flute, Whistle, Whistle diapason, Wood Diapason, Wooden Diapason.

#### Jeux gambés et jeux ondulants
- Aelodicon, Aeoline, Aeoline Reed, Aeolodicon, Alodicon, Bass String, Bass Viol, Bass Violin, Bearded Gamba, Bell Gamba, Celesta, Celestiana, Celestina, Celestina-Viol, Cello, Cello Diapason, Cello Pomposa, Cello Violin, Cello-Dolce, Clariana, Clariona, Clavaeolina, Claveoline, Coelestina, Cone Gamba, Conical Gamba, Contra Salicional, Contra Viola, Contra Viola da Gamba, Contra-Violin, Cremona, Dolcan, Dolce, Double Dulciana, Double Melodia, Double Salicional, Double String, Dulcian, Dulciana Cornet, Dulciana Flute, Dulciana Flute Celeste, Dulciana Mixture, Dulcimer, Echo Aeoline, Echo Clarabella, Echo Céleste, Echo Cello, Echo Dolcan, Echo Dolce, Echo Dulciana, Echo Dulciana Céleste, Echo Dulciana Mixture, Echo Erzähler, Echo Gamba, Echo Geigen, Echo Melodia, Echo Salicional, Echo Twelfth, Echo Viol, Echo Viol Mixture, Echo Viola, Echo Viola da Gamba, Echo Violin, Echo Vox Humana, Ethereal Horn, Ethereal Violin, Gamba Diapason, German Gamba, Grand Viol, Harmonia Aethera (Aetherea, Aetheria), Harmonica, Harmonica Aetherica, Harp, Harp Aeolian, Harp Aeoline, Harp Aeolone, Keen Strings, Lute, Mellophone, Melodia, Melodica, Melophone, Muted Gamba, Muted Strings, Muted Viol, Muted Viol Mixture, Muted Viola, Muted Violin, Muted Violin Céleste, Muted Cello, Nitsua, Octave Dolce, Octave Dulciana, Octave Gamba, Octave Gamba, Octave Viola, Octave Viole, Octave Violin, Orchestral Strings, Orchestral Violin, Orchestral Violoncello, Salamine, Salicional, Salicional Diapason, Solcional, Solicional, Sollicinal, Stentor Gamba, String Gamba, Viol, Viola d’Amour, Viola Flute, Violin, Violine.
- Aeoline Céleste, Celestina Céleste, Cello Celeste, Cone Gamba Céleste, Dolcan Céleste, Dolce Céleste, Dolcissimo Celeste, Dulciana Céleste, Echo Viole Celeste, Ethereal Violin Céleste, Gamba Céleste, Salicional Celeste, String Celeste, Vox Angelica, Vox Celestis, Vox Flebilis, Vox Humana, Vox Inaudita, Vox Ineffabilis, Vox Mystica, Vox Pileata, Vox Pueri, Vox Retusa, Vox Seraphique, Vox Stellarum, Vox Tauri, Vox Vinolata, Vox Virgina, Vox Virgine.

#### Jeux quintoyants
- Grand Quintaten, Nason, Nason Flute, Phoneuma, Quintaden, Quintadon, Quint viola

#### LesMutations
- Cornet, Dolce Cornet, Dolce Grand Cornet, Echo Cornet, Echo-Cornett, Harmonics, Septimensesquialtera, Sesquialtera, Solo Cornet, Stentor Cornet, Stentor Sesquialtera, Theorba, Tiercina, Viol Cornet, Grand Cornet, Harmonic Cornet, Mounted Cornet, Carillon
- Quint, Fifth, Double Quint, Geigen Twelfth, Gemshorn Quint, Flute Quint, Grand Quint, Harmonic Twelfth, Harmonic Stopped Twelfth, Major Quinte, Major Twelfth, Megalopente, Larigot Mixture, Nasard Gamba, Nineteenth, Octave Quint, Octave Twelfth, Open Twelfth, Pente, Quint Bass, Quint Diapason, Quint Flute, Quint Mixture, Quint Trumpet, Spitz Quint, Stopped Harmonic Twelfth, Stopped Twelfth, Sub Quint, Superquinte, Trombone Quint, Trumpet Quint, Twelfth, Wald Quint, Waldquinte,
- Quarta, Cart, Eighteenth, Eleventh,
- Third, Tenth, Great Tierce, Octave Tierce, Double Tierce, Harmonic Tierce,
- Flat Septime, Flat Seventh, Flat Twenty-first, Fourteenth flatted, Twenty-Eighth flatted, Twenty-First flatted,
- Ninth, Ditonus, Echo Harmonics, Fifteenth, Echo Fifteenth, Forthieth, Forty-Third, Grand Mutation, Seventeenth, Seventy-First, Thirty-First, Thirty-Sixth, Thirty-Third, Twenty-Fifth, Twenty-Fourth, Twenty-Ninth, Twenty-Sixth, Twenty-Third.

### Mixtures
Mixture, Cimball, Compensation Mixture, Dolcan Mixture, Dolce Mixture, Full Mixture, Furniture, Gemshorn Mixture, Grand Chorus, Grand Mixture, Grave Mixture, Gross Mixture, Harmonic Cymbal, Harmonic Mixture, Harmonic Plein Jeu, Major Mixture, Octave Mixture, Pedal String Mixture, Plein Jeu, Principal Mixture, Septième Mixture, Sharp, Sharp Mixture, Sharp Twentieth, Stentor Mixture, Tierce Mixture